# Ringkjøbing (condado)
Nota linguística: Não confundir grevskab (condado) com amt (divisão administrativa)..
Ringkobing foi um amt da Dinamarca de 1970 a 2006. Em 1.º de janeiro de 2007, foi fundido com a região da Jutlândia Central.

## Municípios
Ringkobing tinha 18 municípios:
| - Aulum-Haderup - Brande - Egvad - Herning - Holmsland - Holstebro - Ikast - Lemvig - Ringkøbing | - Skjern - Struer - Thyborøn-Harboøre - Thyholm - Trehøje - Ulfborg-Vemb - Videbæk - Vinderup - Aaskov |